# Castelnuovo di Conza
Castelnuovo di Conza är en ort och kommun i provinsen Salerno i regionen Kampanien i Italien. Kommunen hade 598 invånare (2017).